# Introd
Introd (pronuncia /ɛ̃tʁo/ , Euntroù in patois valdostano) è un comune italiano di 632 abitanti della Valle d'Aosta occidentale.

## Geografia fisica

### Territorio

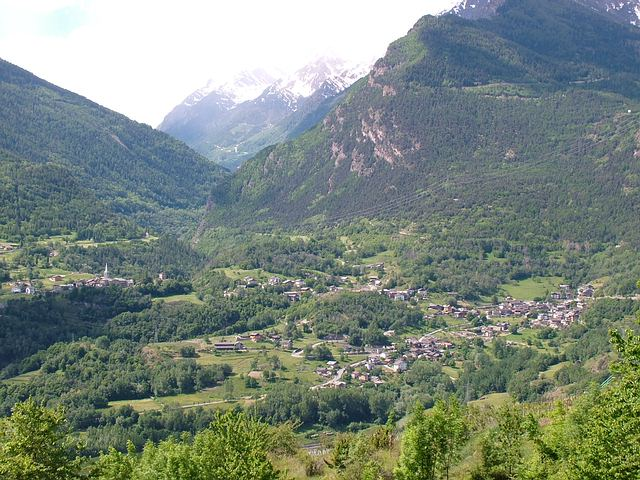
Vista d'insieme del territorio comunale. Sullo sfondo, la Valsavarenche.

Il comune di Introd è situato tra la Dora di Rhêmes e il torrente Savara, i corsi d'acqua che solcano rispettivamente la Val di Rhêmes e quella di Valsavarenche, le quali appartengono al Parco Nazionale del Gran Paradiso, che proprio a Introd ha inizio.
- Classificazione sismica: zona 4 (sismicità molto bassa)[6]

## Origini del nome
Il toponimo latino è Inter Aquas, ripreso in francese come Entre [les] eaux, cioè "Tra le acque", in particolare il torrente Savara e la Dora di Rhêmes.

## Storia

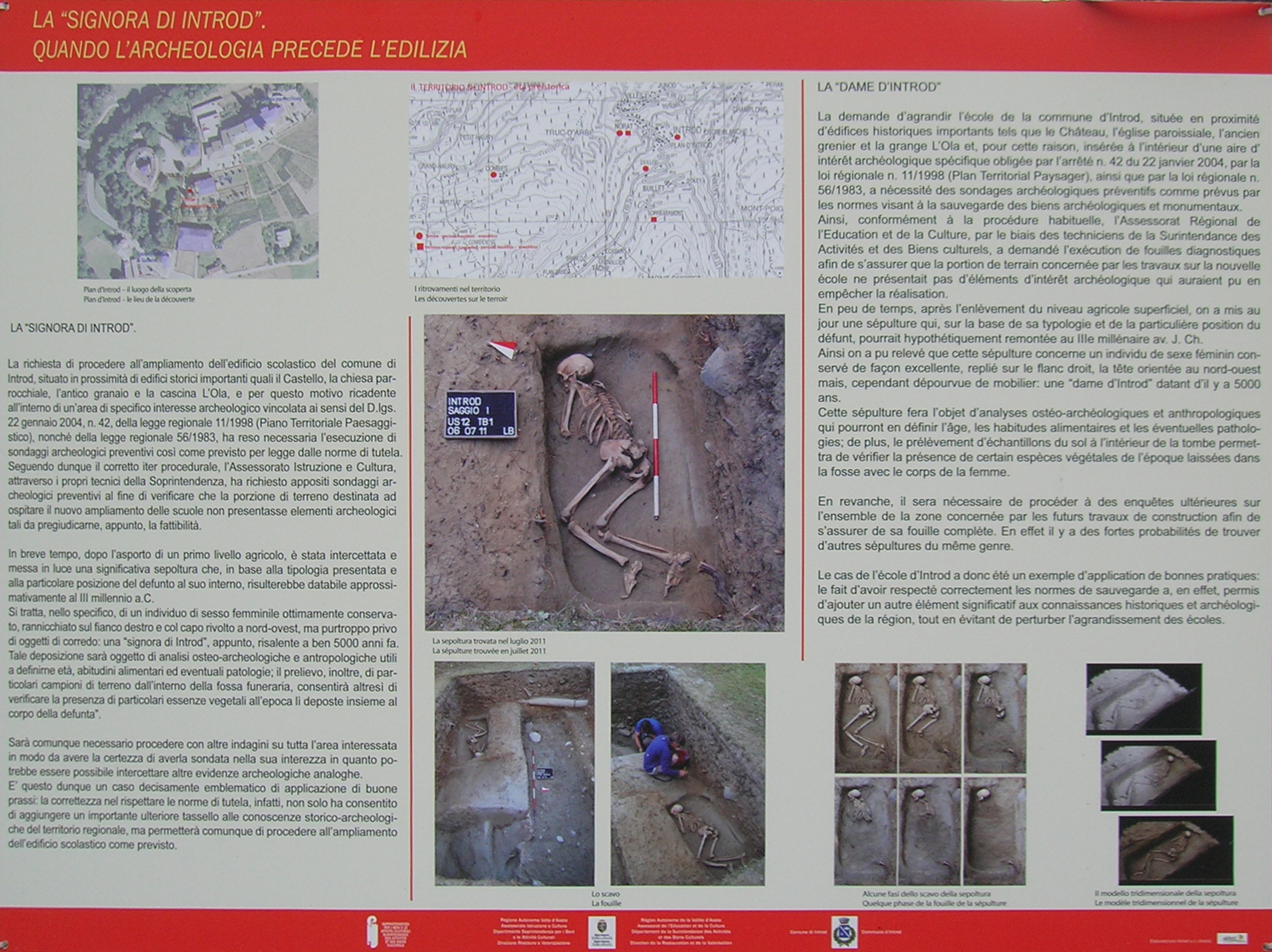
La Signora di Introd.

Il territorio comunale è stato frequentato sin dall'epoca protostorica. Sono state ritrovate varie incisioni rupestri (la Pierre de Jean-Grat con croci e scanalature, la Pierre des Enfants con croce e coppelle, tre massi a coppelle in località Perriettaz), e sepolture con lastre litiche a Moral e Plan-d'Introd.
Nel 1954, in località Daillod, una pietra verticale dai contorni lavorati è stata trovata nei pressi di due scheletri. Nel luglio 2011 durante gli scavi previsti per i lavori di ampliamento della scuola materna locale, sono stati trovati i resti ben conservati di una donna vissuta circa 5.000 anni fa, che ha ricevuto la denominazione di Signora di Introd: l'età dello scheletro è comparabile a quella dell'Uomo di Similaun.
Le testimonianze medievali più visibili sono il castello di Introd, fatto costruire da Pierre Sarriod nel 1260 e il campanile della chiesa parrocchiale.
Tra il del XIV e il XV secolo sono costruiti il granaio del castello e la cascina L'Ôla.
In epoca fascista, il comune fu accorpato a quello di Villanova Baltea.

### Simboli
Lo stemma e il gonfalone sono stati concessi con decreto del presidente della Repubblica del 18 giugno 1971.
Gli smalti azzurro e argento dello scudo sono tratti dal blasone dei nobili Sarriod, signori del luogo dal 1263. Vi è raffigurato il castello di Introd; la stella di otto raggi simboleggia le frazioni del Comune.
Il gonfalone è un drappo di azzurro.

## Monumenti e luoghi d'interesse

### Architetture militari
In località Plan d'Introd sorge il castello duecentesco, noto come Castello di Introd. Incendiato e poi ricostruito negli anni 1912-1915, è un castello a pianta quasi circolare con una possente torre al centro.
In località Villes sorgeva anche la casaforte Vorbert, dal nome dalla famiglia omonima estintasi all'inizio del Settecento.

### Architetture civili
Al fianco del castello sorge l'antica cascina L'Ôla.
Il villaggio Les Combes d'Introd è caratterizzato dall'architettura tradizionale, esempio dello stile dei mastri-costruttori della media valle del Lys, di Gaby e di Issime in particolare.
Tra le costruzioni tipiche figurano la Maison Bruil e la latteria turnaria in località Villes-Dessus.
Lungo la strada che dal fondovalle porta a Plan d'Introd, si passa sul Pon Nou (fr. Pont Neuf), ponte del 1916, così chiamato in contrapposizione al Pon Vioù (fr. Vieux Pont), ossia il ponte nuovo e il ponte vecchio in patois valdostano.

### Architetture religiose
- In località Plan d'Introd è presente la Cappella del Santo Sudario
- la chiesa parrocchiale della Conversione di San Paolo, dell'VIII secolo.
- cappella di San Lorenzo

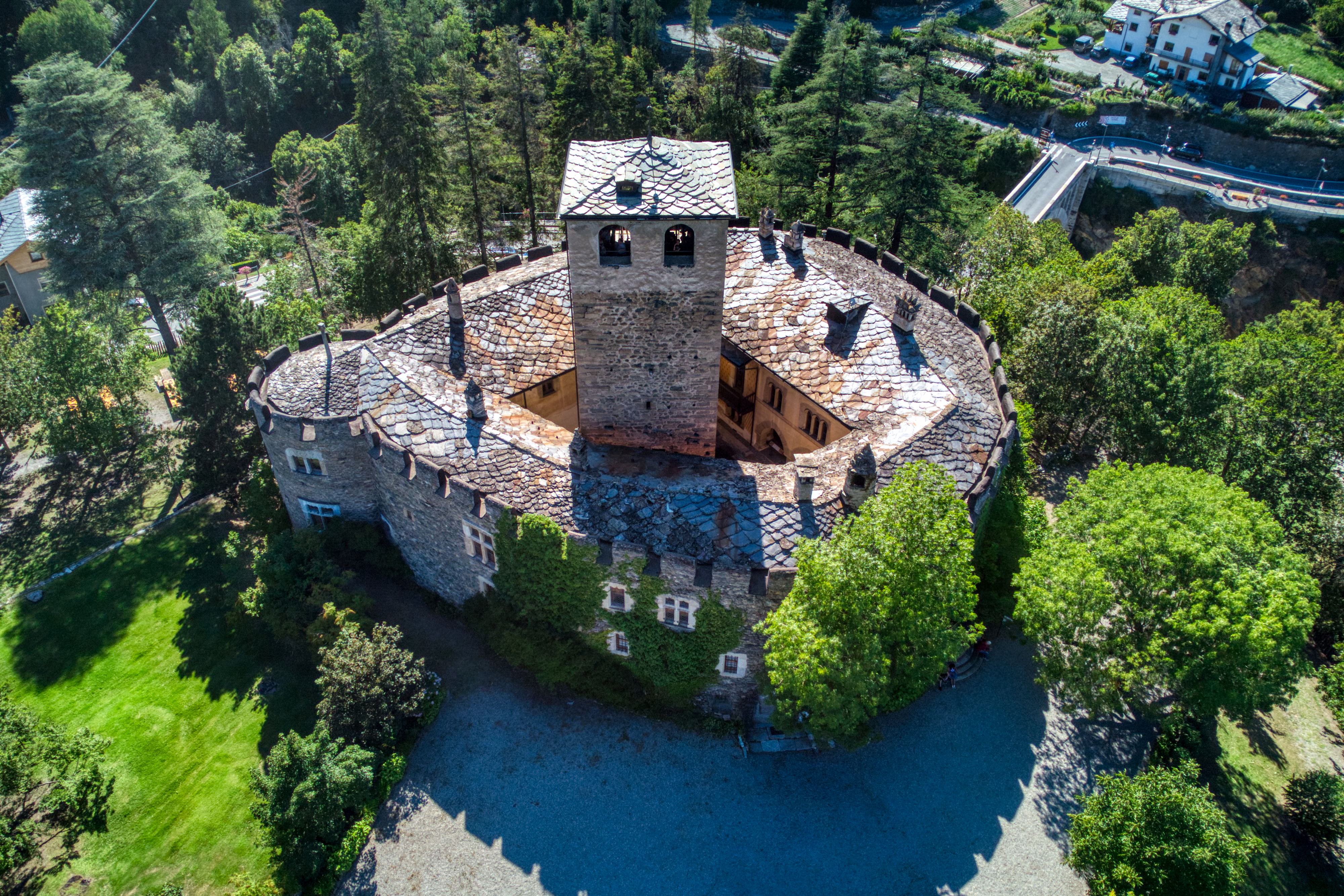
Il Castello di Introd
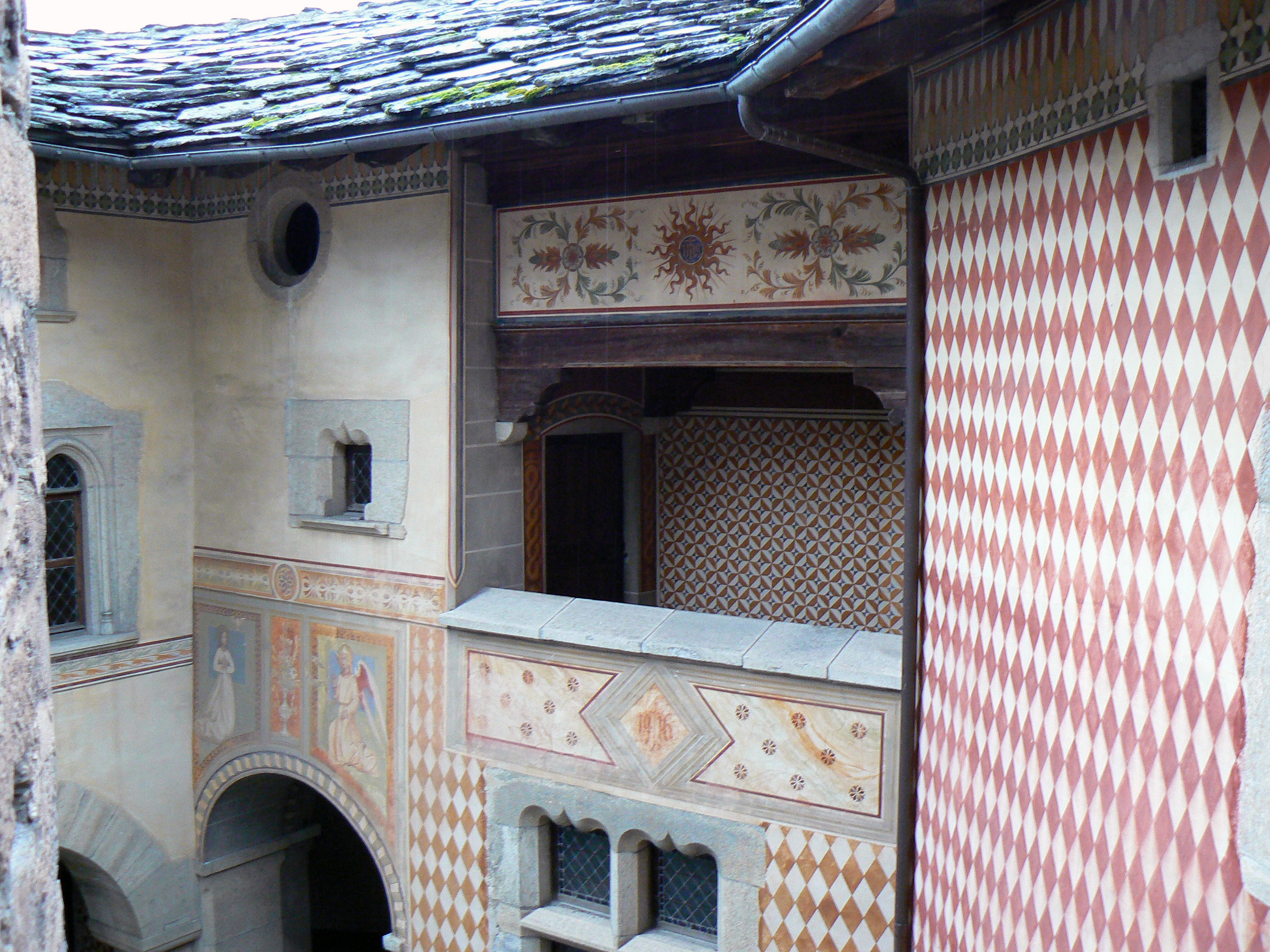
Dettagli delle decorazioni del castello
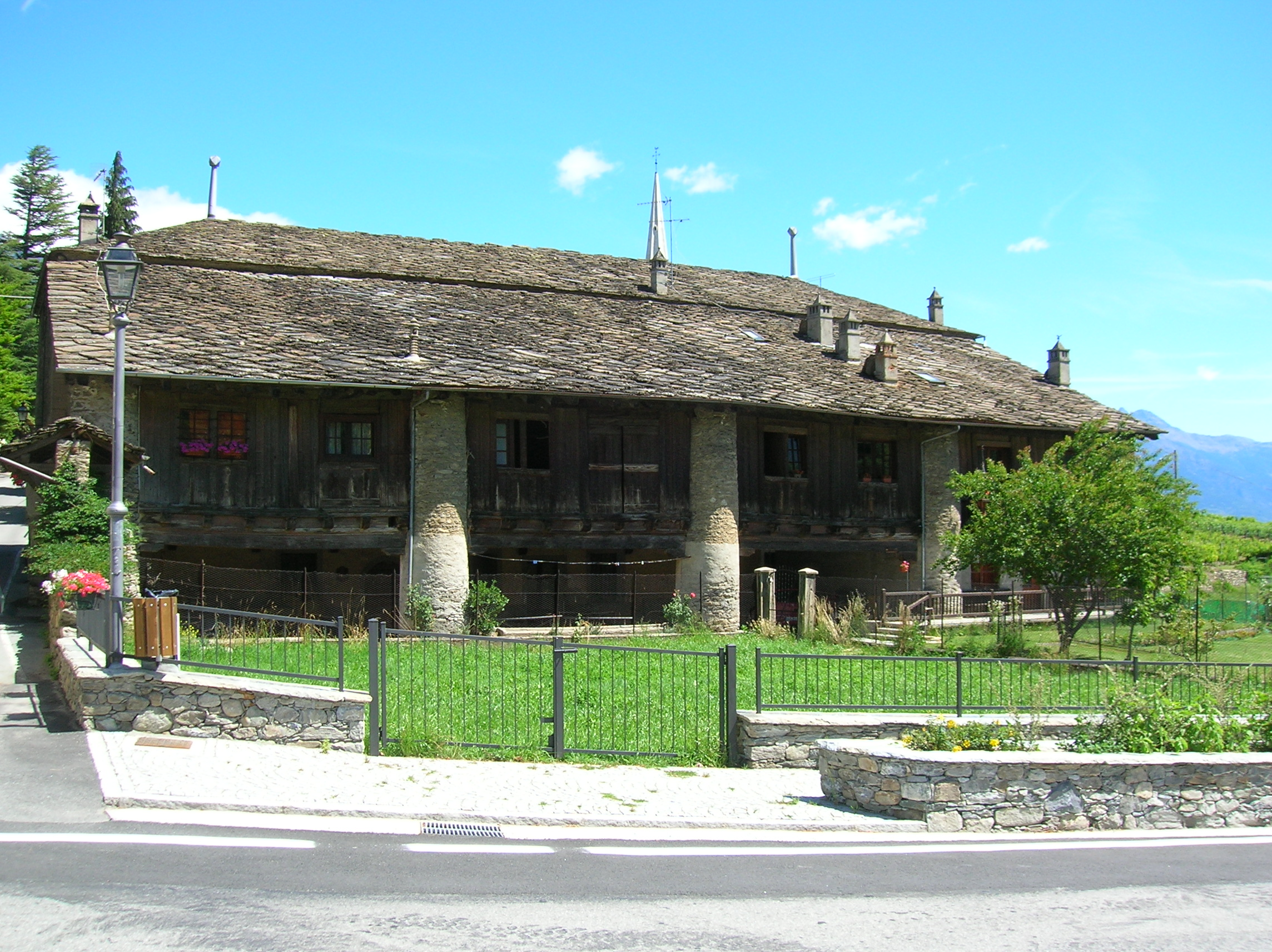
L'Ôla
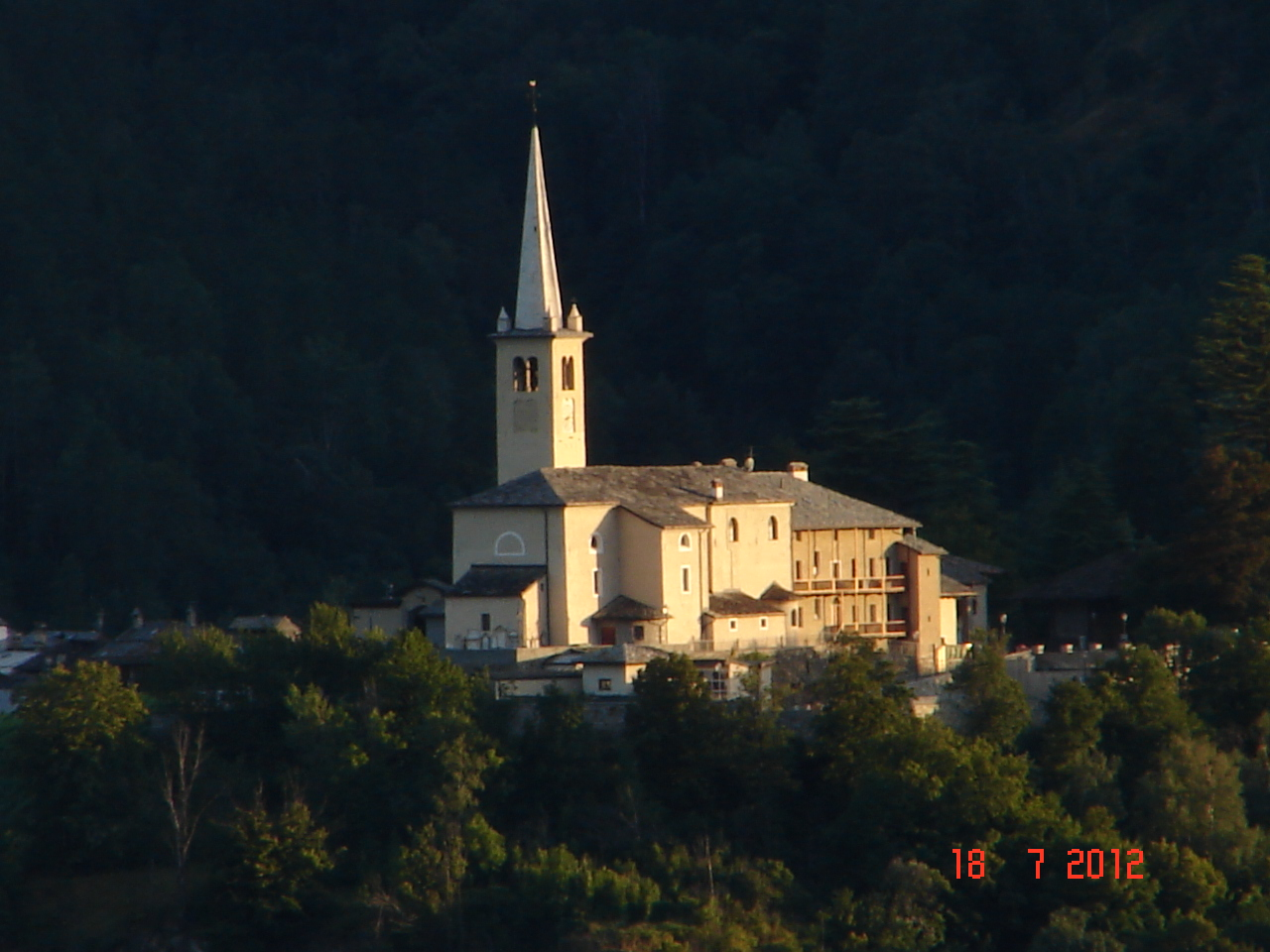
La chiesa al tramonto
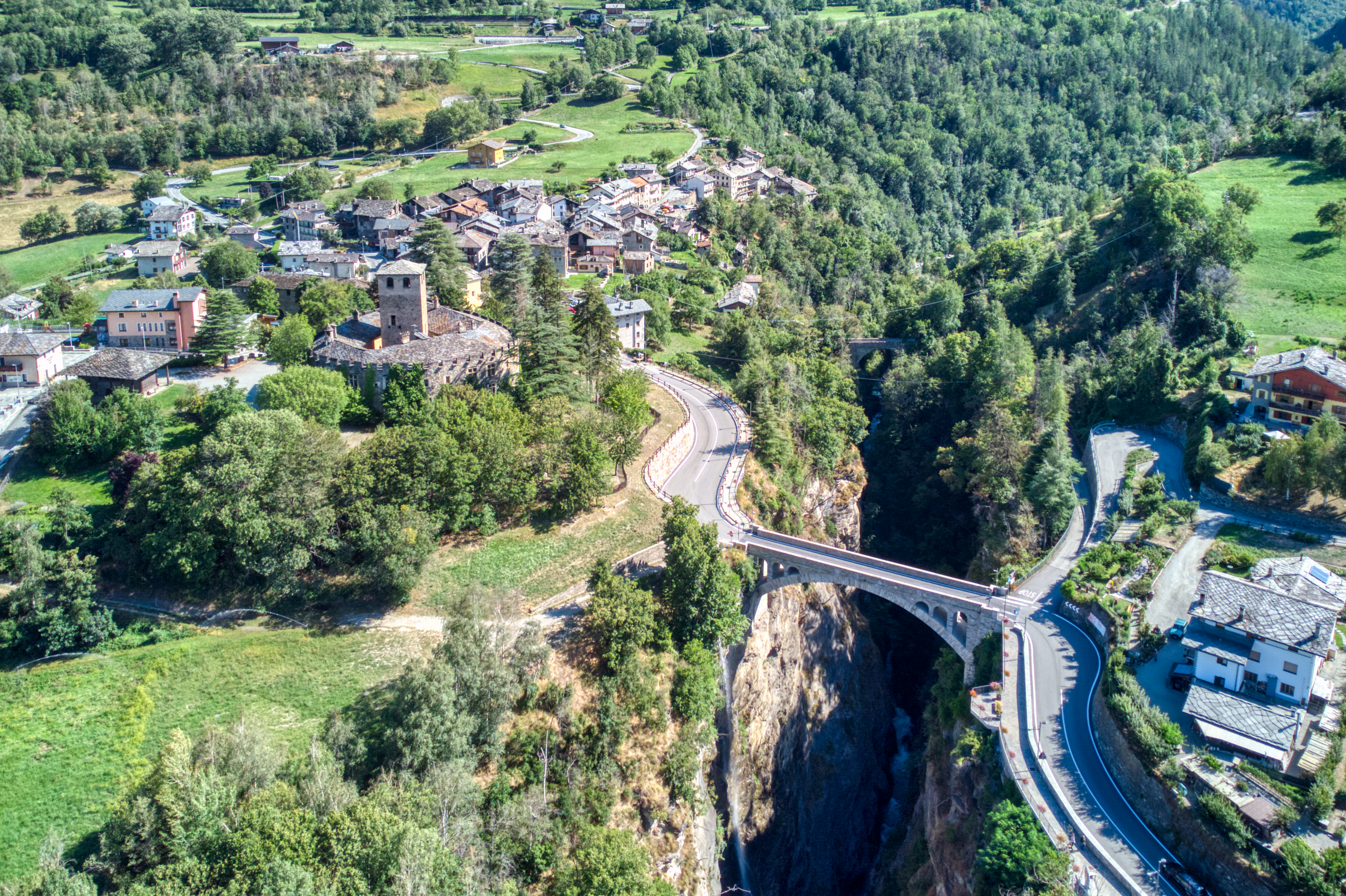
Il ponte (1916)
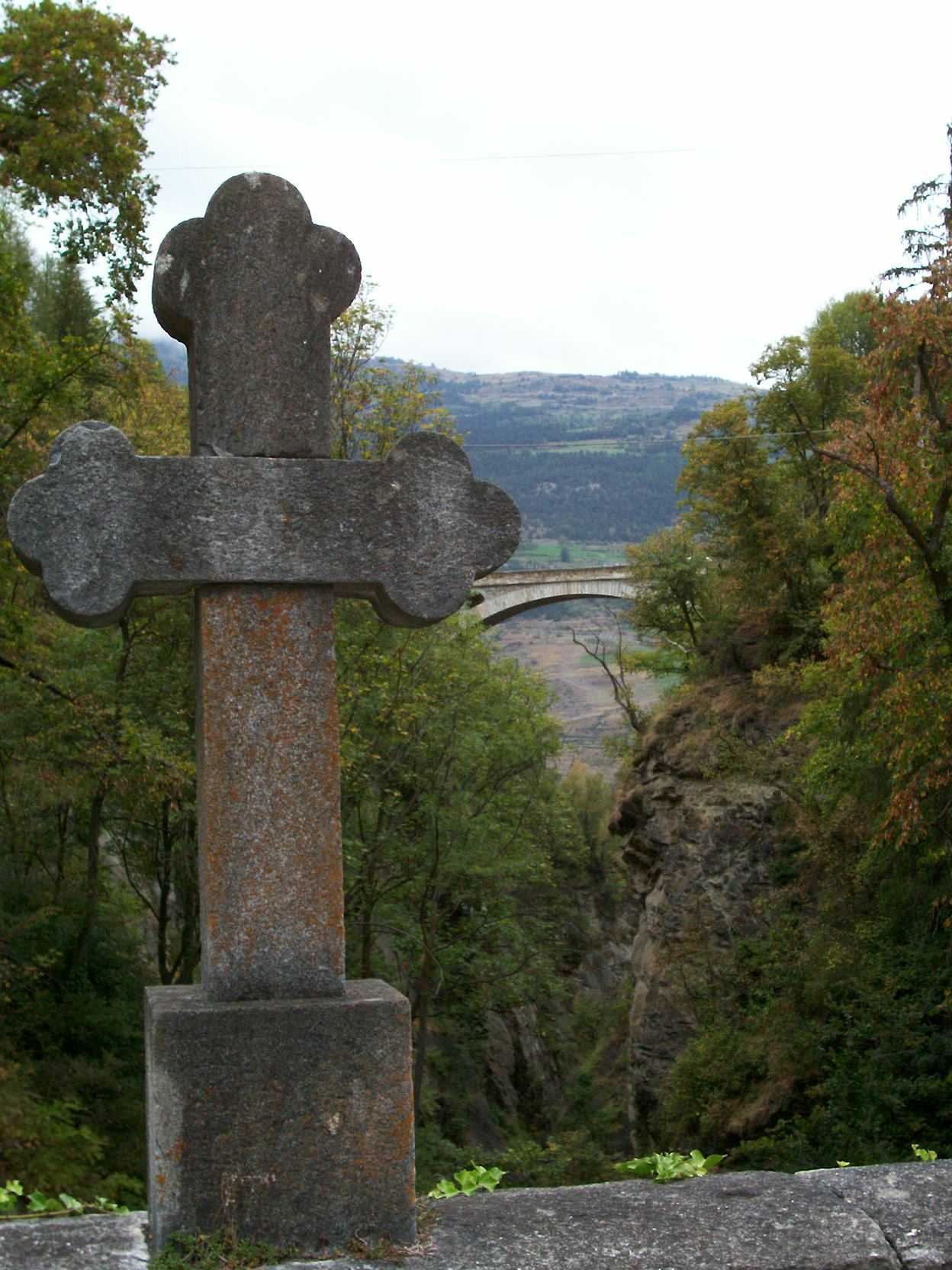
Una croce lungo il sentiero per il ponte
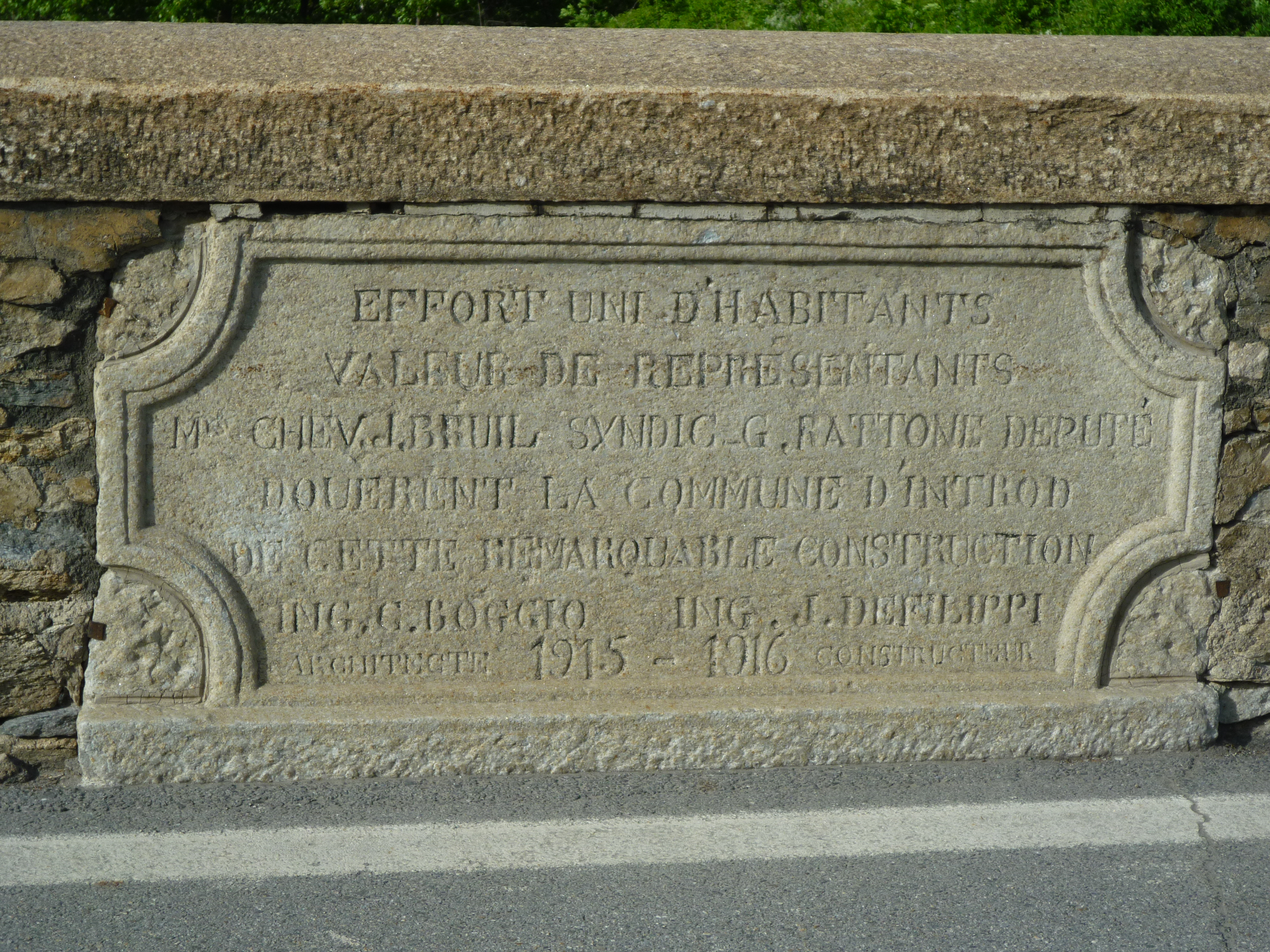
Iscrizione sul ponte di Introd sul torrente Savara in ricordo della sua costruzione

### Aree naturali
- Parco nazionale del Gran Paradiso

### Siti archeologici
- Gli scavi della signora di Introd

## Società

### Evoluzione demografica
Abitanti censiti

### Tradizioni e folclore

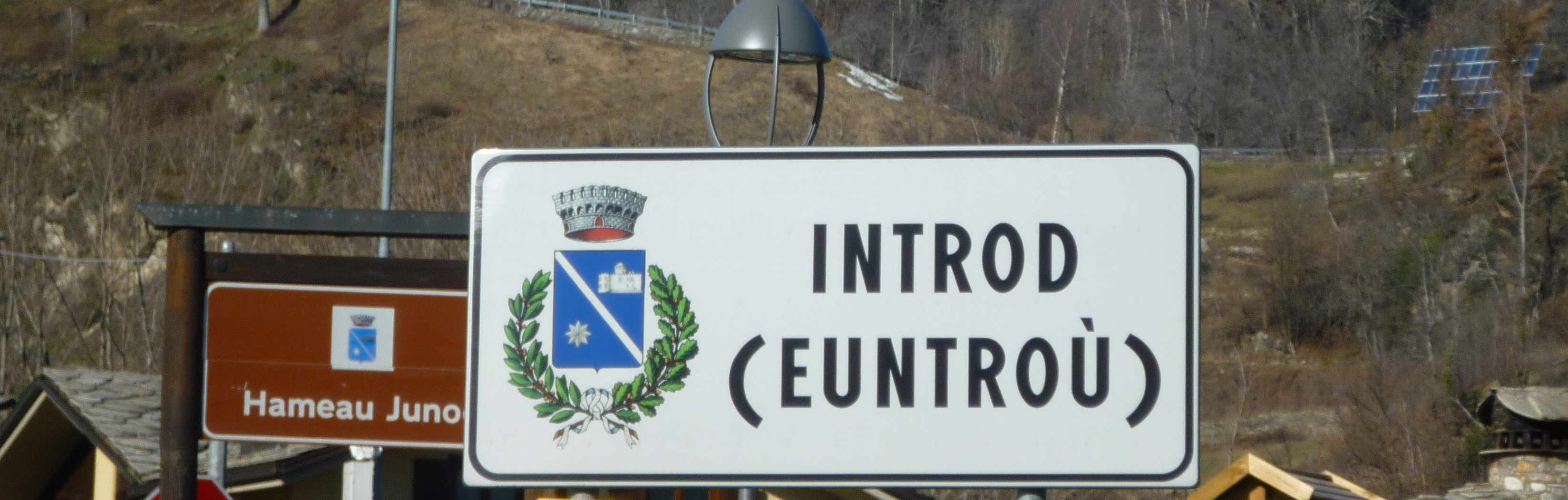
Cartello bilingue (francese-patois)

Introd è legata alla sua tradizione contadina e religiosa, come testimoniato dalle feste che si svolgono ogni anno ad agosto: la festa del pane nero in frazione Norat, e la festa del patrono di Arpilles, nella frazione omonima.

## Cultura

### Biblioteche
A Plan d'Introd 2 ha sede la biblioteca comunale intitolata a Émile Chanoux.

### Musei
- in località Les Combes d'Introd sorge il Museo Giovanni Paolo II (Maison-musée Jean-Paul II) in ricordo delle vacanze trascorse dal Pontefice[16]
- In località Villes-Dessus, nella Maison Bruil, uno dei maggiori esempi dell'architettura rurale del Gran Paradiso, ha sede il Museo etnografico della Maison de l'alimentation (Musée de l'alimentation), il cui motto è "Conserver le souvenir...se souvenir pour conserver" (= Conservare il ricordo...ricordarsi per conservare)[17];
- In località Villes-Dessus si trova il Parc animalier d'Introd[18];
- Museo parrocchiale di arte sacra

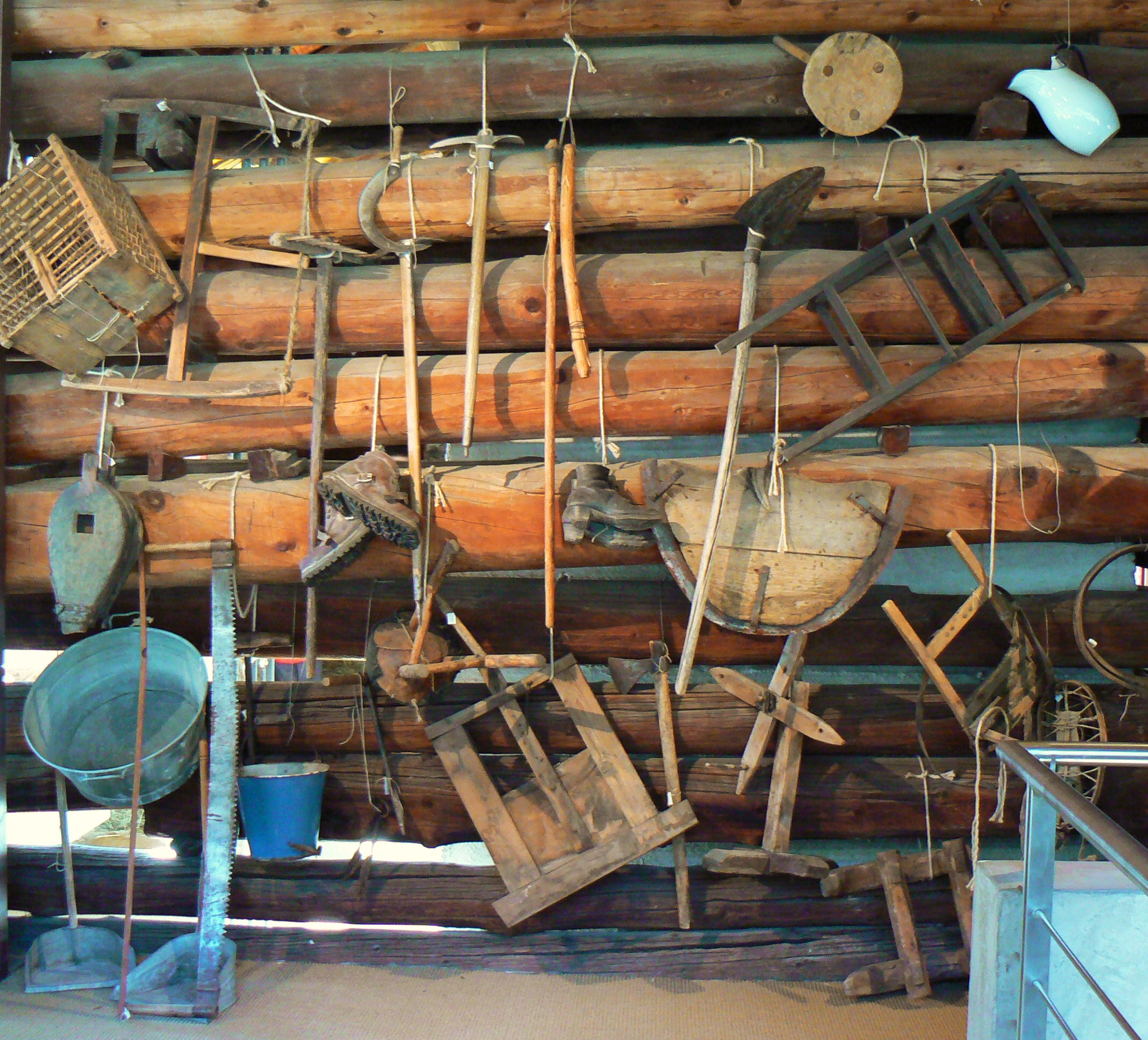
Maison Bruil
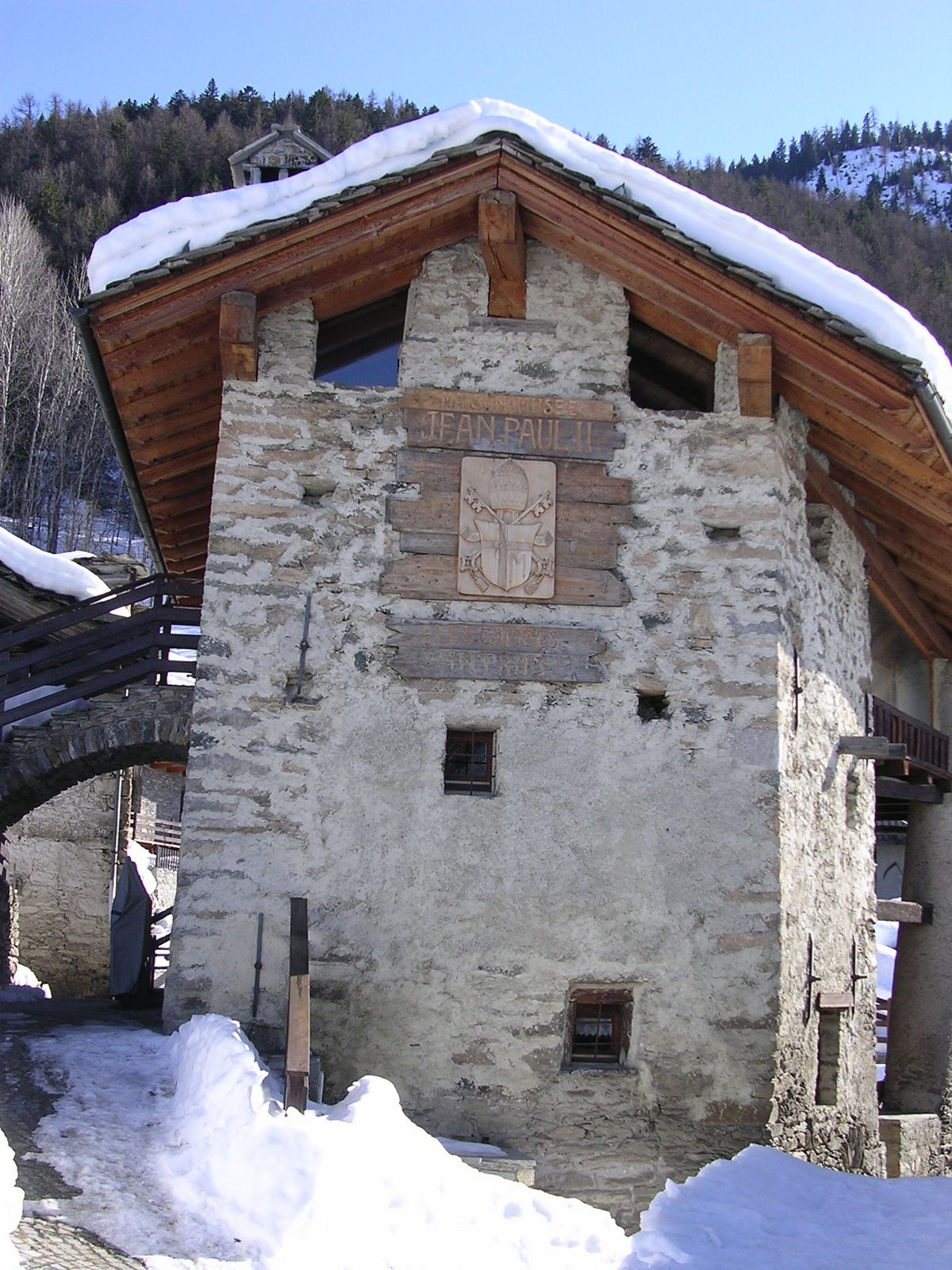
Museo Giovanni Paolo II
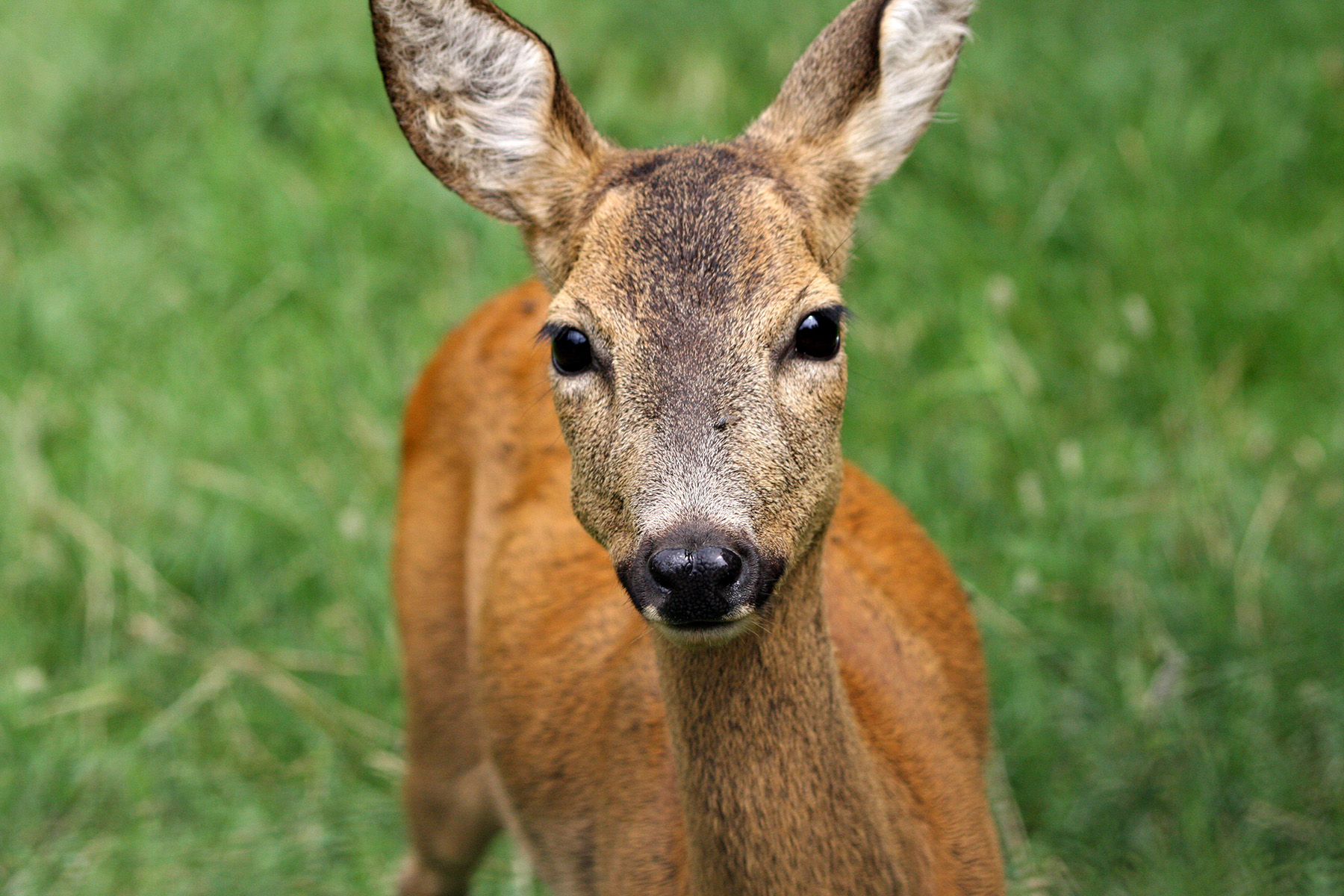
Nel Parc animalier d'Introd

### Associazioni
Nel comune di Introd sono presenti diverse associazioni:
- Rebatta Introd - sport popolare rebatta;
- Comité des batailles de chèvres - battaglia delle capre;
- sede locale dell'AVIS;
- Corale di Introd - coro della chiesa;

## Economia
Le sue principali attività economiche sono il turismo, l'agricoltura, l'allevamento e l'artigianato.
In località Villes-Dessus si trova il laboratorio di artigianato tipico Les amis du bois e la sala espositiva.
Il paese ha avuto notorietà internazionale in quanto località di villeggiatura estiva dei sommi pontefici Giovanni Paolo II e Benedetto XVI, nonché del cardinale Tarcisio Bertone (insignito anche del titolo di cittadino onorario del comune).
Introd ha ricevuto la Bandiera Arancione, riconoscimento di qualità turistico-ambientale del Touring Club Italiano.

## Amministrazione

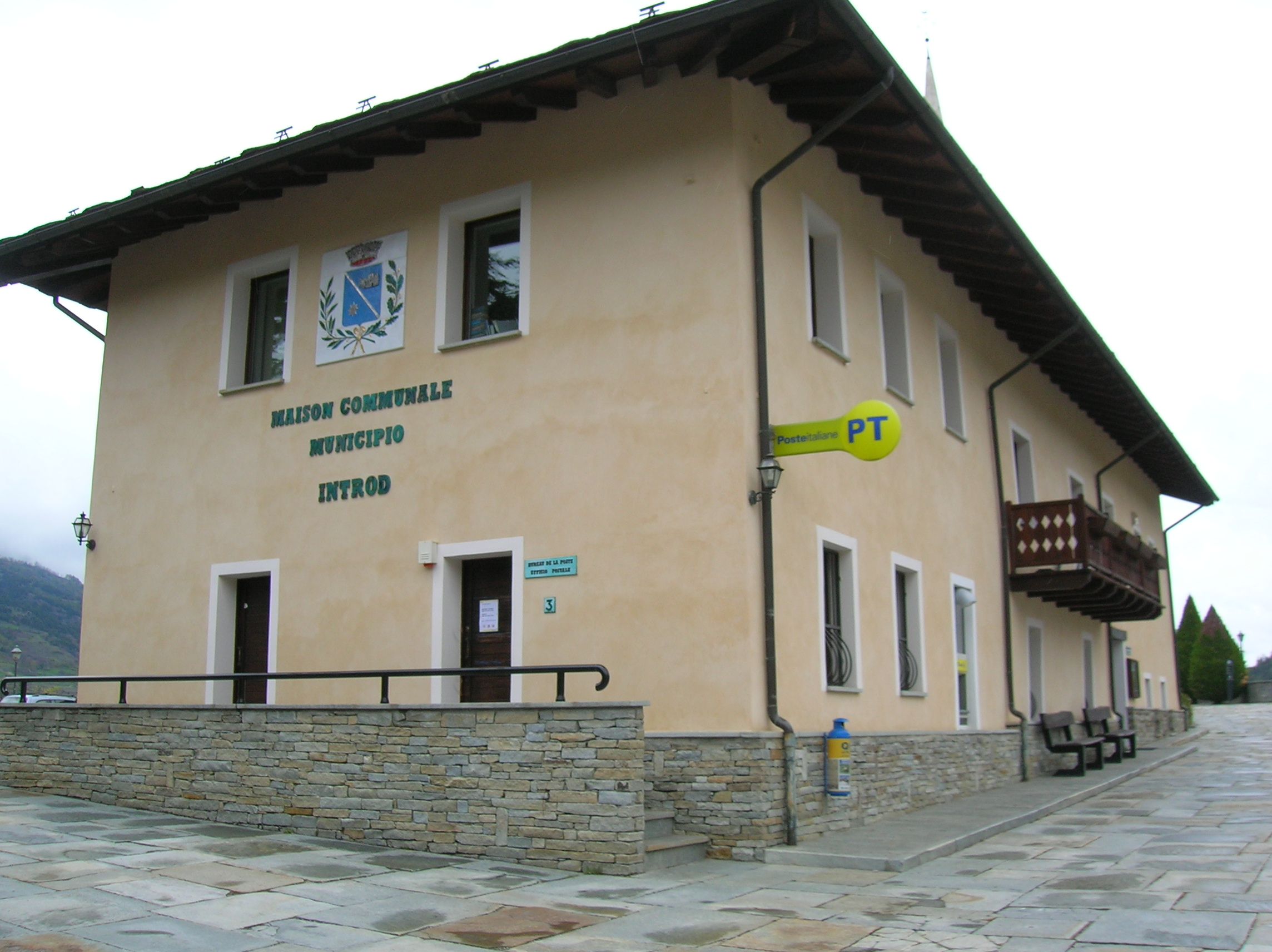
Il municipio di Introd

Introd fa parte dell'Unité des Communes valdôtaines Grand-Paradis.
Di seguito è presentata una tabella relativa alle amministrazioni che si sono succedute in questo comune.
| Periodo        | Periodo        | Primo cittadino   | Partito          | Carica  | Note   |
| -------------- | -------------- | ----------------- | ---------------- | ------- | ------ |
| 17 giugno 1985 | 24 maggio 1990 | Osvaldo Naudin    | Union Valdôtaine | Sindaco | [ 22 ] |
| 24 maggio 1990 | 29 maggio 1995 | Osvaldo Naudin    | Union Valdôtaine | Sindaco | [ 22 ] |
| 29 maggio 1995 | 8 maggio 2000  | Osvaldo Naudin    | Union Valdôtaine | Sindaco | [ 22 ] |
| 8 maggio 2000  | 9 maggio 2005  | Osvaldo Naudin    | Union Valdôtaine | Sindaco | [ 22 ] |
| 9 maggio 2005  | 24 maggio 2010 | Osvaldo Naudin    | Lista Civica     | Sindaco | [ 22 ] |
| 24 maggio 2010 | 11 maggio 2015 | Vittorio Anglesio | Lista Civica     | Sindaco | [ 22 ] |
| 27 maggio 2015 | in carica      | Vittorio Anglesio | Lista Civica     | Sindaco | [ 22 ] |

## Sport
In questo comune si gioca a palet e rebatta, caratteristici sport tradizionali valdostani.
Vicino a Les Combes è presente una pista di sci di fondo, omologata FISI. La località è stata ribattezzata Plan du Saint-Père (= Piano del Santo Padre, in francese), in omaggio a Giovanni Paolo II.

### Calcio
A Introd ha giocato fino alla stagione 2013-2014 l'A.S.D. Introd 2008, che ha raggiunto come massimo livello il campionato di Seconda Categoria.